# Rue des Polinaires
La rue des Polinaires (en occitan : carrièra dels Polinaires) est une voie de Toulouse, chef-lieu de la région Occitanie, dans le Midi de la France.

## Situation et accès

### Description
La rue des Polinaires est une voie publique. Elle se trouve au cœur du quartier des Carmes.
Elle naît dans le prolongement de la rue du Pont-de-Tounis et de la rue Henri-de-Gorsse, et perpendiculairement à la rue Saint-Rémésy. Relativement étroite, entre 4 et 6 mètres, elle s'oriente vers l'est. Elle se termine après 96 mètres au carrefour de la place des Carmes et de la rue des Filatiers. Elle est ensuite prolongée vers l'est par la rue du Canard jusqu'à la place Mage.
Jusqu'au milieu du XXe siècle, la rue des Polinaires commençait au carrefour de la rue des Paradoux et de la petite-rue de la Dalbade (partie ouest de l'actuelle rue Henri-de-Gorsse). Après les travaux de dégagement du côté nord de l'église Notre-Dame de la Dalbade, qui aboutissent à la destruction de plusieurs maisons entre la rue de la Dalbade et la rue Saint-Rémésy, la rue des Polinaires est amputée de sa partie occidentale au profit de la rue Henri-de-Gorsse. Les numéros de la rue n'ont cependant pas été modifiés et continuent à suivre ceux de la rue Henri-de-Gorsse.
La chaussée compte une seule voie de circulation automobile à sens unique, de la place des Carmes vers la rue Henri-de-Gorsse. Elle appartient à une zone de rencontre, où la vitesse limitée à 20 km/h. Il n'existe pas de bande, ni de piste cyclable, quoiqu'elle soit à double-sens cyclable.

### Voies rencontrées
La rue des Polinaires rencontre les voies suivantes, dans l'ordre des numéros croissants (« g » indique que la rue se situe à gauche, « d » à droite) :
1. Rue Henri-de-Gorsse
2. Rue Saint-Rémésy (d)
3. Rue des Filatiers (g)
4. Place des Carmes (d)

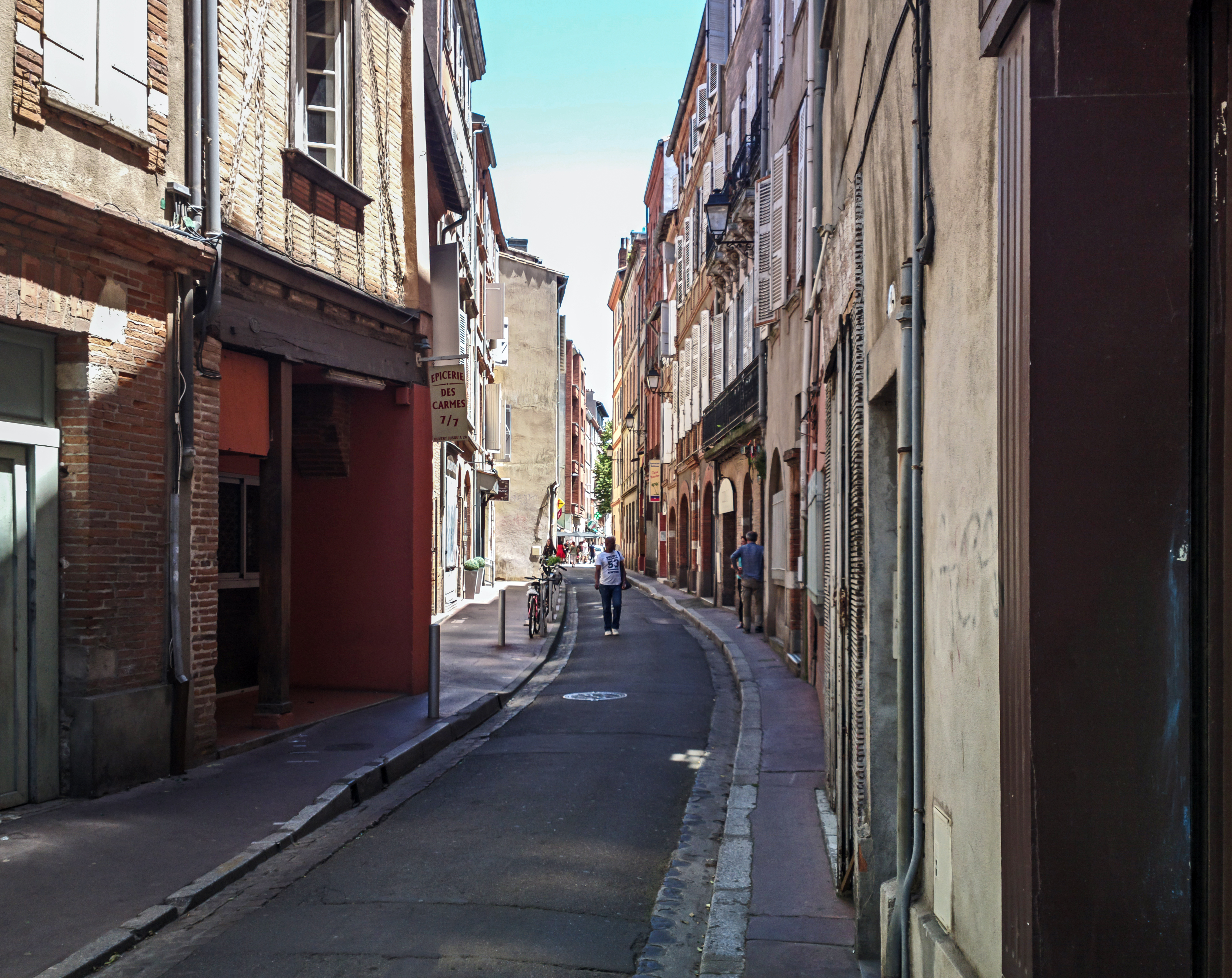
La rue des Polinaires vue de la rue Henri-de-Gorsse.

## Odonymie

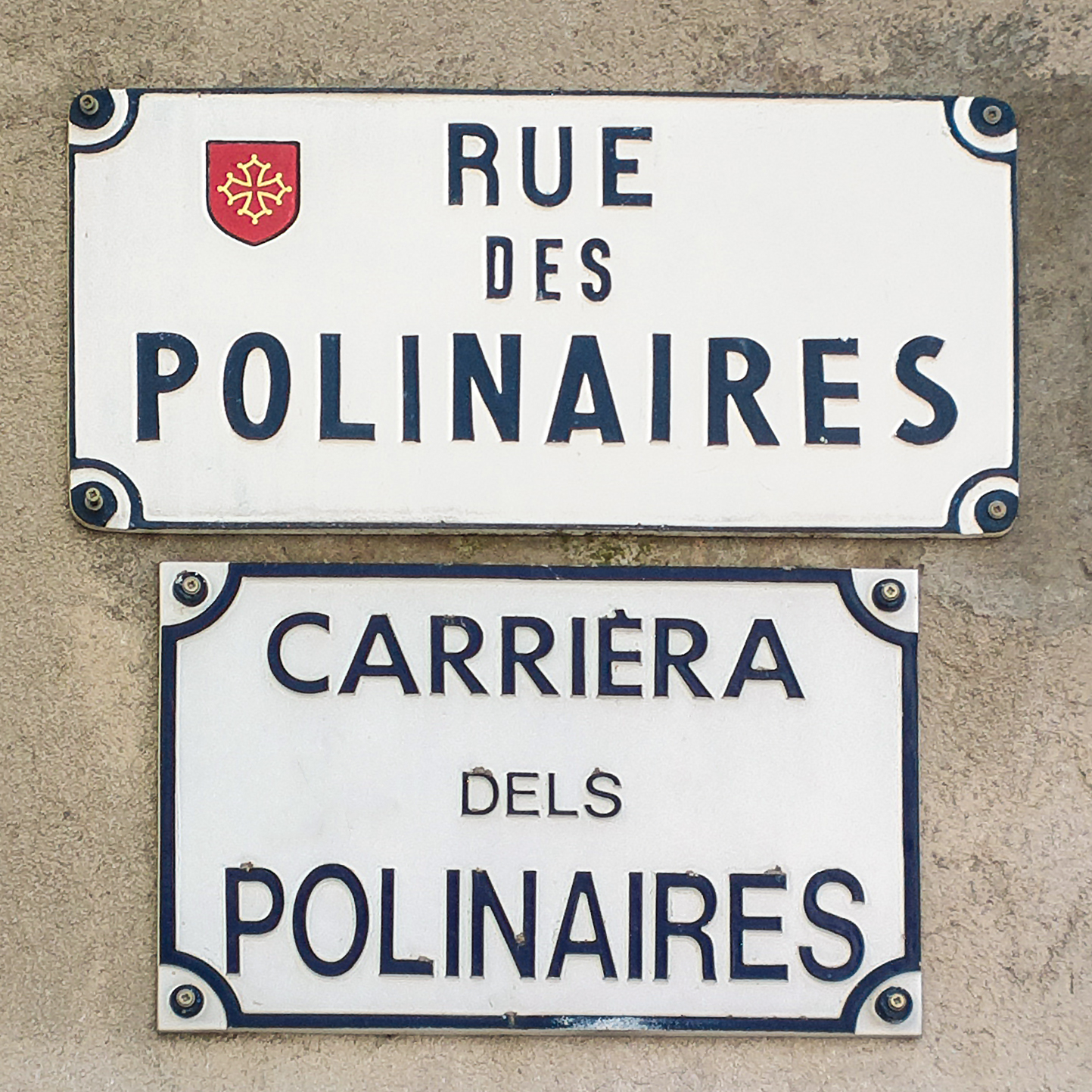
Plaques de rue en français et en occitan.

Depuis le XIIIe siècle au moins, la rue porte le même nom de « polinaires » (carraria Polinatarum en latin médiéval). Il lui vient des artisans polisseurs (polinaires en occitan médiéval), qui travaillaient les métaux pour les polir et les brunir. En 1794, pendant la Révolution française, elle fut renommée rue la Naïveté, sans que ce nom soit conservé,.

## Histoire

### Moyen Âge et période moderne
Au Moyen Âge, la rue des Polinaires appartient au capitoulat de la Dalbade. Au XIVe siècle, elle est peuplée d'artisans, particulièrement les « polinaires » ou « polinatiers », qui polissent et brunissent les métaux. On trouve aussi des taverniers : au commencement du XVe siècle, une auberge à l'enseigne de la Fontaine se trouve au milieu de la rue (actuel no 30), tenue par un certain Jean Cusset, surnommé Tastevin. Les hommes de loi, les parlementaires et les capitouls sont également nombreux dans cette rue, du XVe siècle au XVIIIe siècle. Ainsi, le capitoul Arnaud de la Vigne fait bâtir une belle maison à l'angle de la rue des Filatiers en 1571 (actuel no 35). Plusieurs immeubles sont par la suite élevés au cours du XVIIe siècle (actuels no 15 et 17 ; no 22, 24 et 26) et du XVIIIe siècle (actuels no 19, 29, 31 et 33 ; no 30 et 32).

### Époque contemporaine
Au cours du XIXe siècle, des travaux sont engagés afin d'élargir la rue à 6 mètres. Dans le même temps, plusieurs immeubles sont reconstruits ou reçoivent de nouvelles façades à l'alignement (actuels no 21-23, 25, 27 et 35 ; no 36, 38, 40 et 42). Mais au milieu du XXe siècle, les travaux de dégagement du côté nord de l'église Notre-Dame de la Dalbade aboutissent à la destruction de toutes les maisons du côté sud entre la rue de la Dalbade et la rue Saint-Rémésy. La rue des Polinaires est même amputée de sa partie occidentale, unie à la rue Henri-de-Gorsse.
La rue, étroite, profite aujourd'hui de l'animation de la place des Carmes. Elle accueille particulièrement des galeries d'art et des restaurants.

## Patrimoine et lieux d'intérêt
- no  17 : immeuble (XVIIe – XVIIe siècle)[6].
- no  19 : immeuble (XVIIIe – XIXe siècle)[7].
- no  24 : immeuble (XVIIIe – XIXe siècle)[8].

- no  31 : immeuble. 
L'immeuble, construit au XVIIIe siècle, s'élève sur deux étages. La façade sur la rue des Polinaires est en corondage, mais le pan de bois est masqué par l'enduit. Les étages, séparés du rez-de-chaussée par un cordon en bois mouluré, sont réunis par des pilastres colossaux à chapiteaux corinthiens en terre cuite. La haute fenêtre, au 1er étage, possède un garde-corps en fer forgé aux motifs géométriques, tandis que la fenêtre du 1er étage, plus petite, a un chambranle en bois soutenu de petites consoles. L'élévation est couronnée par une large corniche moulurée[9].

- no  35 : maison du capitoul Arnaud de la Vigne. 
Un vaste immeuble est construit en 1571, à l'angle de la rue des Filatiers (actuel no 1, pour le marchand Arnaud de la Vigne, capitoul en 1581-1582[10]. Il s'organise en plusieurs corps de bâtiment répartis autour de deux cours. Le corps de bâtiment en façade sur la rue des Filatiers est remanié au XVIIIe siècle. Celui qui s'élève en fond de cour a conservé des fenêtres, dont le linteau et l'appui sont en pierre moulurée. Au rez-de-chaussée, une fenêtre est fermée par une grille du XVIe siècle en fer forgé[11].